# Georg Rudolf Boehmer
Georg Rudolf Boehmer (eller Böhmer), född den 1 oktober 1723 i Liegnitz, död den 4 april 1803, var en tysk botanist och läkare.
Han studerade botanik vid universitetet i Leipzig under Christian Gottlieb Ludwig. År 1752 efterträdde han Abraham Vater som professor i botanik och anatomi vid universitetet i Wittenberg, där han 1782 blev professor i terapi. 
Under sin karriär hade han också deltidstjänstgöring som Stadtphysikus i Wittenberg och senare i Kemberg. Växtsläktet Boehmeria i familjen Urticaceae är namngiven till hans ära. Auktorsnamnet Boehm. kan användas för Georg Rudolf Boehmer i samband med ett vetenskapligt namn inom botaniken; se Wikipediaartiklar som länkar till auktorsnamnet.